# Тенгріанство
Тенгріанство — сукупність язичницьких вірувань народів Степу:  монголів, тюрків і  тощо, заснованих на вірі в єдиного Творця світу (тюрк.Тенгрі), в тому чи іншому образі і під тими чи іншими іменами, невід'ємна частина тюркської міфології. Ймовірно виникла наприкінці 2-го — початку 1-го тисячоліття до Р.Х., але не пізніше 5-го — 3-го століття до Р.Х. Згадується у маньчжурських требниках, китайських літописах, арабських та іранських джерелах, фрагментах збережених давньтюркських рунічних і согдомовних пам'ятниках 6-го — 10-го століть. На кам'яних плитах у районі Верхнього Єнісею збереглися висічені зображення священнослужителів у довгому одязі з жезлами в руках. Малюнки вівтаря з чашею, що стоїть на ньому, дуже схожою на потир, зображають елементи релігійного обряду.
В рамках основних монотеїстичних віровчень (християнство, іслам, юдаїзм) тенгріанство може розглядатись як віра в єдиного Бога, яку отримали перші люди, але удосконалена пізнішими людськими (язичницькими) домислами[уточнити].

## Структура Всесвіту
Виразною особливістю тенгріанства було виділення трьох зон Всесвіту: небесної, земної і підземної, кожна з яких, у свою чергу, сприймалася як видима і невидима
- Небесний світ (верхній)

- Невидиме Небо, дальнє, складалося з трьох, дев'яти і більш горизонтальних ярусів, кожний з яких був обителлю того або іншого божества. На найвищому ярусі мешкав Великий Дух Неба — Тенгрі. До небесної зони відносили світлих і доброзичливих людині божеств та духів. Вони переміщалися на конях, тому в жертву їм приносили коней.
- Видиме Небо, ближнє, було куполоподібним. У ньому розташовувалися сонце і місяць, зірки і веселка.

- Середній світ

- Невидимий світ був заселений божествами і духами природи: господарями гір, лісів, вод, перевалів, джерел, інших об'єктів, а також духами померлих каменів. Вони управляли видимим світом і були найближчі до людей. Постійне місце знаходження духів-господарів — прикордоння людського і природного світів, зона вторгнення людини, яка обумовлена його господарською діяльністю. Якщо рівнинна частина ландшафту — степ, гірська долина належала людям, то місця, розташовані вище або нижче, були заселені духами-господарями, і людина, будучи там гостем, проникала за цю межу після «годування» духів, або простого жертвоприношення. Відносини між людьми і духами — господарями місцевості розумілися як відносини партнерства, а якщо їх і шанували, то як старших родичів, або пращурів, якими вони часто і уявлялися. Найбільш значущим господарям гір, лісів і вод тюрки влаштовували спільні жертвоприношення. Вважалося, що саме від них залежало господарське благополуччя громади.
- Видимий світ сприймався стародавніми тюрками як живий і неживий. Для людини це був світ найдоступніший для освоєння, пізнання, особливо в тих місцях, де він народився і жив.

- Підземний світ (нижній)

- Невидимий світ був зосередженням лихих сил на чолі з могутнім божеством Ерликом. Цей світ також був багатошаровий. Тут оселялися люди, термін життя яких у середньому світі закінчився. Особливості підземного світу — його дзеркальна перевернутість і запахи, відмінні від земних.
- У нижнього світу існувала видима структура зі своїми кордонами: будь-яка западина і отвір могли виявитися входом до підземного царства. Усе живе, що мешкає у землі, під землею, у воді, вважалося приналежністю нижнього світу. Продуктивні характеристики нижньої частини людського тіла переносилися на «низ» у всіх його проявах.

У цілому в традиційному давньотюркському світогляді світ не стільки обчислювався в рівнях і ярусах, скільки переживався емоційно і не як набір символів, а як дія, зміна, у постійній динаміці. Основна функція світу — безперервність життя, її постійне відновлення, і людина як частина світу була кровно зацікавлена в тому ж. На продовження існування було направлене — прямо або побічно — всі ритуали, обряди, свята, які були узгоджені з природними ритмами (часу, послідовної зміни пір року і переміщення небесних тіл) на основі трудової діяльності, пов'язаної з тваринництвом, поклоніння божественним силам природи і культу предків.

## Пантеон богів
Давні тюрки вважали, що Всесвітом правлять: Тенгрі-хан — верховне божество, а також божества — Єр-суб, Умай, Ерлик, Земля, Вода, Вогонь, Сонце, Місяць, Зірки, Повітря, Хмари, Вітер, Смерч, Грім і Блискавка, Дощ, Веселка. Тенгрі-хан, іноді разом з Єр (Землею) та іншими духами (йорт йясе, су анаси та іншими), вершив земні справи і, перш за все, «розподіляв строки життя», проте народженням «синів людських» відала Умай — уособлення жіночого земного начала, а їх смертю — Ерлик, «дух підземного світу». Земля і Тенгрі сприймалися як дві сторони одного начала, що не борються один з одним, а взаємодопомагають.
Людина народжувалася і жила на землі. Земля — його місце існування, після смерті вона поглинала людину. Але Земля дарувала людині тільки матеріальну оболонку, а щоб вона творила і цим відрізнялася від інших земних істот, Тенгрі посилав на Землю до жінки, майбутньої матері, «кут», «сюр». Дихання — «тин» як ознака народження дитини, було початком періоду перебування людини на «місячно-сонячній землі» до самої смерті, поки воно не обривалося — «тин бетте». Якщо «тин» був ознакою всіх живих істот, то з «кутом», самою суттю життя божественного походження, що приходить з Космосу, зв'язували життєву силу людини від його зародження до самої смерті. Разом з «кутом» Тенгрі дарував людині «сагиш» («мин», «бегер») і цим відрізняв її від усіх живих істот. «Сюр» також дарувався людині разом з кутом. Вважалося, що в «сюр» уміщений її внутрішній психологічний світ, який дорослішав разом з нею. Крім того, Тенгрі дарував людині «кунел», завдяки якому людина була здатна передчувати багато подій — «кунелем сизе». Після смерті, під час спалювання фізичного тіла померлого, «кут», «тин», «сюр» — всі одночасно випаровувалися у вогні, і померлий «відлітав», переселяючись на Небо разом з димом похоронного багаття, де ставав духом (духом предків). Давні тюрки вірили, що смерті немає, є стійкий і послідовний круговорот життя людини у Всесвіту: народжуючись і вмираючи не за своєю волею, люди приходили на Землю не дарма і не тимчасово. Смерті фізичного тіла не боялися, розуміючи її як природне продовження життя, але в іншому існуванні. Благополуччя в тому світі визначали тим, як родичі виконували обряди поховання і жертвопринесення. Якщо вони були справні, дух предка протегував роду..

## Сини Неба
Глибоко шанованим давніми тюрками був культ предків-героїв (культ синів Неба), «що прославилися своїми подвигами на ратних полях». Тюрки вірили, що окрім фізичного годування тіла, необхідно годувати і душу. Одним з джерел енергії душі був дух предків. Вважалося, де жив і творив герой, там і після смерті його дух міг надавати постійний захист і допомогу своїм родичам і народу.

## Тенгріанська символіка
Символи Тенгрі активно використовуються деякими тюркомовними народами. Зокрема казахський, кримськотатарський, неофіційний гагаузький та ін. прапори мають блакитний колір — колір неба — Тенгрі.

Прапор Казахстану
Неофіційний прапор гагаузів
Блакитний прапор ("Kökbayraq"-Кьокбайрак) уйгурів. Використовується як символ Східнотуркестанського визвольного руху.
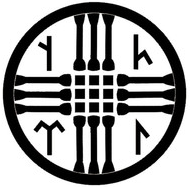
шанирак